# Ust-Ilimsker Stausee
Der Ust-Ilimsker Stausee (russisch Усть-Илимское водохранилище) ist ein Stausee an der Angara in der Oblast Irkutsk, Sibirien, Russland (Asien).
Der Stausee befindet sich im Süden des Mittelsibirischen Berglands einige Kilometer nördlich bzw. flussabwärts der an der Angara bzw. am Bratsker Stausee gelegenen Stadt Bratsk. Sein Absperrbauwerk wurde am Nordende des Ust-Ilimsker Stausees bei Ust-Ilimsk errichtet. Er war wichtiger Bestandteil der Erschließung der Angara-Jenissei-Region.
Das Stauvolumen des 1873 km² großen Ust-Ilimsker Stausees, dessen durchschnittliche Tiefe 31,7 m beträgt, umfasst 59,30 km³. Sein Wasserkraftwerk, das 1977 fertiggestellt wurde, leistet 4320 MW.
Zu den Zuflüssen des Ust-Ilimsker Stausees, der insbesondere von der Angara gespeist wird, gehört der Ilim.